# Сабаляускайте, Геновайте Константино
Геновайте Константино Сабаляускайте (лит. Genovaitė Sabaliauskaitė; 2 апреля 1923, Каунас — 23 июня 2020, Мангейм, Баден-Вюртемберг) — советская и литовская балерина, балетмейстер, хореограф, балетный педагог, народная артистка СССР (1964).

## Биография
В 1934—1938 годах училась в балетной студии при Государственном театре драмы, оперы и балета в Каунасе. В 1940-х годах стажировалась в Ленинградском хореографическом училище (класс А. Вагановой), посещала уроки балерины Г. Улановой в Ленинградском театре оперы и балета им. С. Кирова.
В 1938—1965 годах (с перерывом) — солистка Государственного театра драмы, оперы и балета в Каунасе (позже — Государственный театр оперы и балета Литовской ССР, ныне — Литовский национальный театр оперы и балета, с 1948 года — в Вильнюсе). Выступала в основных партиях классического репертуара.
В 1965—1968 годах — главный балетмейстер театра.
Гастролировала за рубежом (Польша (1959), Турция (1960), Болгария (1962), Финляндия (1963) и др.).
С 1952 года вела педагогическую работу на хореографическом отделении Школы искусств им. М. Чюрлёниса (Вильнюс).
В 1970—1971 годах — балетмейстер-педагог Национального балета Чили в Сантьяго.
С 1978 года жила в Германии.
Скончалась 23 июня 2020 года на 98-м году жизни в Мангейме, Германия.

## Награды и звания
- Народная артистка Литовской ССР (1957)[5]
- Народная артистка СССР (1964) — за большие заслуги в области советского искусства[6]
- орден Знак Почёта (1950)
- орден Трудового Красного Знамени (1954) — за выдающиеся заслуги, в области развития литовской советской литературы и искусства и в связи с декадой литовской литературы и искусства в г. Москве[7]
- Рыцарский крест ордена Великого князя Литовского Гядиминаса (2001)[8]

## Партии
- Жизель — «Жизель» А. Адана
- Одетта-Одиллия — «Лебединое озеро» П. И. Чайковского
- Эгина — «Спартак» А. И. Хачатуряна
- Франческа — «Франческа да Римини» на музыку П. И. Чайковского
- Лауренсия — «Лауренсия» А. А. Крейна
- Девушка — «Видение Розы» на музыку К. М. фон Вебера
- Китри — «Дон Кихот» на музыку Л. Минкуса
- Сольвейг — «Пер Гюнт» на музыку Э. Грига
- Зарема — «Бахчисарайский фонтан» Б. В. Асафьева[9]
- Зобеида — «Шехеразада» на музыку Н. А. Римского-Корсакова
- Принцесса Аврора — «Спящая красавица» П. И. Чайковского
- Тао Хоа — «Красный мак» Р. М. Глиэра
- Раймонда — «Раймонда» А. К. Глазунова
- Эсмеральда — «Эсмеральда» Ц. Пуни
- Франциска — «Голубой Дунай» на музыку И. Штрауса
- Испанка — «Болеро» на музыку М. Равеля
- Богиня — «Сильвия» Л. Делиба
- Беатриче — «Мнимый жених» М. И. Чулаки
- Эгле — «Эгле — королева ужей» Э. Бальсиса
- «Юрате» — «Юрате и Каститис» Ю. Груодиса
- Аудроне — «Аудроне» Ю. С. Индры
- Касте — «На берегу моря» Ю. А. Юзелюнаса
- Марите и Ванда — «Невеста» Ю. Ю. Пакальниса[10].

## Постановки
- 1954 — «Коппелия» на музыку Л. Делиба
- 1962 — «Франческа да Римини» на музыку П. И. Чайковского[11].